# Губер, Андрей Александрович
Андре́й Алекса́ндрович Гу́бер (1900—1970) — советский искусствовед, главный хранитель ГМИИ им. А. С. Пушкина, Заслуженный деятель искусств РСФСР (1962).

## Биография
Родился 20 декабря 1900 года на уральском заводе Катав-Ивановский (ныне город Катав-Ивановск) в семье агронома по лесоустройству. В 1901 году вся семья переехала в Москву.
В 1910—1918 годах учился в Московской мужской гимназии Ростовцева, по окончании которой поступил на историко-филологический факультет Московского университета. В 1919 году был призван в Красную армию, участвовал в военных действиях. В 1921 году вернулся в Москву и в 1922 году окончил университет.
В 1923—1930 годах работал в Государственной академии художественных наук учёным секретарём терминологической комиссии. В 1926—1939 годах он был членом редакции Энциклопедического словаря «Гранат». В 1938 году Андрей Александрович начал преподавать в Московском институте философии, литературы и искусства. C 1939 по 1948 годы был старшим научным редактором, а затем — заведующим отделом литературы, искусства и языка Государственного института «Советская энциклопедия». В 1942—1959 годах преподавал в МГУ.
В 1944 году А. А. Губер защитил кандидатскую диссертацию на тему «Теория искусств Дж. Ломаццо» и поступил на работу в Государственный музей изобразительных искусств им. А. С. Пушкина старшим научным сотрудником. В 1945—1970 годах он был главным хранителем музея.
В 1965 году Губер стал действительным членом Советского комитета Международного Совета музеев. Совершил много научных поездок за границу.
Умер 9 июня 1970 года в Москве, похоронен в колумбарии Новодевичьего кладбища.
Был автором ряда работ, одним из авторов и соредакторов 6-томной «Всеобщей истории искусств» (Москва, 1960).

## Основные работы
- Джамбаттиста Вико. Основания новой науки об общей природе наций. Л., 1940.
- Леонардо да Винчи 1452—1519. М., 1952.
- Итальянская народная комедия. М., 1954.
- Микельанджело. М., «Искусство», 1953.
- Галерея Уффици. Флоренция. М., 1968.